# Apocrypha
「Apocrypha」（アポクリファ）は、日本の音楽ユニット、eufoniusの6作目のシングル。2007年4月25日にLantisから発売された。
コンピレーションシングルを除くと、前作「恋するココロ」より1年3か月ぶりのリリースとなる。「Apocrypha」は、テレビアニメ『神曲奏界ポリフォニカ』のオープニングテーマとして使用された。「楽園」は、同アニメで挿入歌として使用された。

## 収録曲
（全作詞：riya、作曲・編曲：菊地創）
1. Apocrypha [4:01]
2. 楽園 [5:11]
3. Apocrypha Instrumental
4. 楽園 Instrumental